# Saint-Dolay
Saint-Dolay (en bretó Sant-Aelwez) és un municipi francès, situat a la regió de Bretanya, al departament d'Ar Mor-Bihan. L'any 2006 tenia 2.107 habitants. Limita amb els municipis de Nivillac, Béganne, Allaire i Rieux a Morbihan, i Missillac a Loira Atlàntic.

## Demografia
| 1962                                       | 1968  | 1975  | 1982  | 1990  | 1999  |
| ------------------------------------------ | ----- | ----- | ----- | ----- | ----- |
| 2.016                                      | 2.085 | 2.057 | 2.147 | 2.113 | 1.977 |
| Des de 1962: població sense dobles comptes |       |       |       |       |       |

## Administració
| Període | Identitat       | Partit        |
| ------- | --------------- | ------------- |
| 2001-   | Joël Bourrigaud | Divers gauche |